# Wilhelm Lenz (Historiker, 1939)
Wilhelm Lenz (* 11. Juli 1939 in Riga; † 18. Februar 2020 in Koblenz) war ein deutscher Historiker und Archivar deutschbaltischer Herkunft.

## Leben
Wilhelm Lenz stammt aus einer deutsch-baltischen Familie. Seine Eltern waren der Historiker Wilhelm Lenz und Ilse von Boetticher.
Lenz absolvierte seine Schulbildung in den Jahren 1946 bis 1959 in Hechthausen und Stade. Er studierte in den Jahren 1959 bis 1966 Geschichte und lateinische Philologie an den Universitäten Marburg (hier wurde er Mitglied der deutschbaltischen Verbindung Corona Dorpatensis), Göttingen und bei Paul Johansen am Historischen Seminar der Universität Hamburg. Nach Abschluss der Promotion zum Dr. phil. und des Referendariats für den höheren Archivdienst arbeitete er am Staatsarchiv Oldenburg und anschließend im Auftrag des Deutsch-Britischen Historikerkreises in London an der Zusammenstellung eines Quellenverzeichnisses. Weitere berufliche Stationen waren das Staatliche Archivlager Göttingen, der Conseil International des Archives in Paris und das Bundesarchiv Koblenz. Lenz wurde 1973 Archivoberrat, 1991 Archivdirektor und 1999 Leitender Archivdirektor. Im Jahr 2004 trat er in den Ruhestand.
Lenz war seit 1981 korrespondierendes Mitglied des Johann Gottfried Herder-Forschungsrats. In der Baltischen Historischen Kommission war Lenz seit 1967 Mitglied, seit 2016 Ehrenmitglied, seit 1971 Vorstandsmitglied und seit 1983 Schatzmeister. Darüber hinaus war er seit 1977 Schriftleiter der Schriftenreihe der Carl-Schirren-Gesellschaft.

## Veröffentlichungen (Auswahl)
Neben zahlreichen Abhandlungen zur baltischen Geschichte hat Lenz u. a. nachstehende Werke veröffentlicht:
- Riga zwischen dem Römischen Reich und Polen-Litauen in den Jahren 1558–1582 (= Wissenschaftliche Beiträge zur Geschichte und Landeskunde Ost-Mitteleuropas. Band 82), Marburg 1968 (Dissertation).
- Archivalische Quellen zur deutschen Geschichte seit 1500 in Großbritannien (= Veröffentlichungen des Deutschen Historischen Instituts in London, Band 1), Boppard 1975.
- mit Paul Kaegbein: Vier Jahrzehnte baltische Geschichtsforschung. Göttingen 1987.
- mit Paul Kaegbein: Fünfzig Jahre baltische Geschichtsforschung 1947–1996. Mare Balticum, Köln 1997.